# Fleuve éditions
Fleuve noir è una casa editrice francese specializzata in letteratura popolare.
Fondata nel 1949, Fleuve Noir ha più di mille titoli all'attivo ed ogni anno pubblica 145 nuove opere.
La sua notorietà è legata alla presenza tra i suoi titoli dei romanzi del ciclo San Antonio di Frédéric Dard.
Fa parte del gruppo "Univers Poche", diretto da Jean-Claude Dubost, a sua volta parte di "Editis", del gruppo spagnolo "Grupo Planeta" (dal 2008).
Il catalogo della casa editrice è composto da diversi generi, che si presentano suddivisi come segue:
- Thriller e gialli
- Letteratura generale, con particolare attenzione alle novità indirizzate al mondo femminile, della moda e del glamour
- Fantascienza e fantasy
- Trasposizioni di serie televisive e di videogiochi

Tra gli autori italiani pubblicati vi sono Andrea Camilleri, Sandra Scoppettone e Fabio Volo.